# Гайський район
Га́йський міський округ (рос. Гайский городской округ) — міський округ у складі Оренбурзької області Російської Федерації.
Адміністративний центр — місто Гай.

## Географія
Округ розташований в східній частині Оренбурзької області. Протяжність території округу з півночі на південь становить 120 км, із заходу на схід — 59 км.
На заході округ межує з Кувандицьким районом, на сході — з Кваркенським і Новоорським район області. Північна межа округу примикає до території республіки Башкортостан. На півдні на 33 км 830 м простягнувся державний кордон з Казахстаном. З південного сходу до округу примикають території Орського та Новотроїцького міських округів.

## Історія
1934 року був утворений як Халіловський район. 3 квітня 1959 року до складу району увійшла частина території ліквідованого Новопокровського району. 3 листопада 1960 року район отримав назву Гайський район.
Станом на 2002 рік існували Гайський район та Гайська міська адміністрація обласного підпорядкування:
| Поселення                         | Площа, км² | Населення, осіб (2002) | Населені пункти |
| --------------------------------- | ---------- | ---------------------- | --- |
| Гайський район                    |            |                        | |
| Губерлинська сільська рада        | -          | 802                    | села Білошапка, Козача Губерля, Хмельовка, селище Калиновка, хутори Бринзозавод, Верхня Сухорічка, В'язовка, куртенький, Мокрий Дол, Сучково Ущельє |
| Іриклінська сільська рада         | -          | 2261                   | села Вишневе, Новоактюбінськ, Терекла, Уральськ, селище Іриклінський                                                                                |
| Камейкінська сільська рада        | -          | 1337                   | село Камейкіно, селища Поповка, Саверовка, присілок Ішкініно                                                                                        |
| Колпакська сільська рада          | -          | 1358                   | село Банне, Колпакське, Пласковське, селище Херсон                                                                                                  |
| Новоніколаєвська сільська рада    | -          | 1569                   | села Новоніколаєвска, Новочеркаське, Писаревка |
| Новопетропавловська сільська рада | -          | 1337                   | села Новокиївка, Новопетропавловка, селище Рождественка                                                                                             |
| Ріпинська сільська рада           | -          | 753                    | селище Ріпино |
| Халіловська сільська рада         | -          | 2426                   | село Воскресенка, селища Гайнуліно, Лилово, Нарбулатово, Нововоронежський, Халілово, присілки Іжберда, Малохалілово, Старохалілово, Узембаєво       |
| Гайська міська рада               |            |                        | |
| Гайська міська рада               | -          | 41621                  | місто Гай |
| Калиновська селищна рада          | -          | 700                    | селище Калиновка |

2004 року район отримав статус муніципального, сільради стали сільськими поселеннями зі збереженням старих назв, Гайська міська рада перетворена в Гайський міський округ:
| Поселення                         | Площа, км² | Населення, осіб (2010) | Населені пункти |
| --------------------------------- | ---------- | ---------------------- | --- |
| Гайський район                    |            |                        | |
| Губерлинська сільська рада        | -          | 509                    | села Білошапка, Козача Губерля, Хмельовка |
| Іриклінська сільська рада         | -          | 1726                   | села Вишневе, Новоактюбінськ, Терекла, Уральськ, селище Іриклінський                                                                          |
| Камейкінська сільська рада        | -          | 1337                   | село Камейкіно, селища Поповка, Саверовка, присілок Ішкініно                                                                                  |
| Колпакська сільська рада          | -          | 1358                   | село Банне, Колпакське, Пласковське, селище Херсон                                                                                            |
| Новоніколаєвська сільська рада    | -          | 1569                   | села Новоніколаєвска, Новочеркаське, Писаревка                                                                                                |
| Новопетропавловська сільська рада | -          | 1337                   | села Новокиївка, Новопетропавловка, селище Рождественка                                                                                       |
| Ріпинська сільська рада           | -          | 753                    | селище Ріпино |
| Халіловська сільська рада         | -          | 2426                   | село Воскресенка, селища Гайнуліно, Лилово, Нарбулатово, Нововоронежський, Халілово, присілки Іжберда, Малохалілово, Старохалілово, Узембаєво |
| Гайський міський округ            |            |                        | |
| Гайський міський округ            | -          | 38925                  | місто Гай, селище Калиновка |

2016 року Гайський район приєднано до Гайського міського округу, при цьому були ліквідовані усі поселення.

## Населення
Населення — 43395 осіб (2019; 49256 в 2010, 54509 у 2002).

## Населені пункти
| №  | Населений пункт                        | Населення, осіб (2002) | Населення, осіб (2010) |
| -- | -------------------------------------- | ---------------------- | ---------------------- |
| 1  | Банне, село                            | 394                    | 320                    |
| 2  | Білошапка, село                        | 195                    | 136                    |
| -  | Бринзозавод, хутір                     | 0                      | -                      |
| -  | Верхня Сухорічка, хутір                | 0                      | -                      |
| 3  | Вишневе, село                          | 518                    | 339                    |
| 4  | Воскресенка, село                      | 17                     | 10                     |
| -  | В'язовка, хутір                        | 0                      | -                      |
| 5  | Гай, місто                             | 41621                  | 38301                  |
| 6  | Гайнуліно, селище                      | 136                    | 137                    |
| 7  | Іжберда, присілок                      | 218                    | 170                    |
| 8  | Іриклінський, селище                   | 1156                   | 1005                   |
| 9  | Ішкініно, присілок                     | 231                    | 203                    |
| 10 | Калиновка, Гайська міська рада, селище | 700                    | 624                    |
| -  | Калиновка, Гайський район, селище      | 0                      | -                      |
| 11 | Камейкіно, село                        | 456                    | 408                    |
| 12 | Козача Губерля, село                   | 245                    | 148                    |
| 13 | Колпакське, село                       | 914                    | 808                    |
| -  | Крутенький, хутір                      | 0                      | -                      |
| 14 | Лилово, селище                         | 362                    | 296                    |
| 15 | Малохалілово, присілок                 | 84                     | 62                     |
| -  | Мокрий Дол, хутір                      | 0                      | -                      |
| 16 | Нарбулатово, селище                    | 321                    | 296                    |
| 17 | Новоактюбінськ, село                   | 113                    | 54                     |
| 18 | Нововоронежський, селище               | 453                    | 356                    |
| 19 | Новокиївка, село                       | 229                    | 155                    |
| 20 | Новоніколаєвка, село                   | 1000                   | 1000                   |
| 21 | Новопетропавловка, село                | 564                    | 494                    |
| 22 | Новочеркаське, село                    | 238                    | 203                    |
| 23 | Писаревка, село                        | 379                    | 366                    |
| 24 | Пласковське, село                      | 189                    | 165                    |
| 25 | Поповка, селище                        | 441                    | 409                    |
| 26 | Ріпино, селище                         | 772                    | 753                    |
| 27 | Рождественка, селище                   | 4                      | 4                      |
| 28 | Саверовка, селище                      | 391                    | 317                    |
| 29 | Старохалілово, присілок                | 334                    | 315                    |
| -  | Сучково Ущельє, хутір                  | 0                      | -                      |
| 30 | Терекла, село                          | 147                    | 103                    |
| 31 | Узембаєво, присілок                    | 169                    | 135                    |
| 32 | Уральськ, село                         | 327                    | 225                    |
| 33 | Халілово, селище                       | 797                    | 649                    |
| 34 | Херсон, селище                         | 32                     | 65                     |
| 35 | Хмельовка, село                        | 362                    | 225                    |

## Господарство
Гайський міський округ сільськогосподарський. Виробництвом продукції рослинництва і тваринництва займаються сільськогосподарські підприємства та 50 селянських (фермерських) господарств.